# Lekma
La Lekma (in russo Лекма?; in lingua udmurta: Люкмы) è un fiume della Russia europea nordorientale, affluente di sinistra della Čepca. Scorre nei rajon Krasnogorskij, Jukamenskij e Jarskij della Repubblica Autonoma dell'Udmurtia.
Il fiume nasce sull'altopiano di Krasnogorsk; scorre verso nord e nord-ovest prima di sfociare nella Čepca a 226 km dalla foce, di fronte al villaggio di Ust-Lekma. La lunghezza del fiume è di 127 km, l'area del bacino è di 1 580 km². La sua larghezza nel corso medio è di 7 - 10 m, nel corso inferiore di 25 - 30 m.